# 한올
한올(1990년 12월 14일 ~)은 대한민국의 가수다. 2014년 싱글 《네가 내려와》로 정식 데뷔했다.

## 방송
- 보이스 코리아 1 (2012) - Top48

## 피처링
- 어쿠루브 - C.C (2014)
- 어쿠루브 - 사랑노래 같은 이별노래 (2014)
- 어쿠루브 - 하고 싶은 말 (2013)
- 마이 리틀 메모리 - 우리 헤어졌나봐 (2013)
- 크루셜 스타 - 유학 (2017)